# Нестгорн
Нестгорн — це гора висотою 3 822 м.н.м. в Бернських Альпах, розташована в кантоні Вале на північ від міста Бриг. Гора вважається прихованою красою, оскільки її виразну вершину з крутими північними обривами можна прямо побачити лише з декількох позицій у долині.

## Опис
Нестгорн розташований у південній частині Бернських Альп та є частиною одного гірського хребта разом з горами Алечгорн (на північний схід від Нестгорну, найвища гора хребта) та Бічгорн (на захід). На захід від гори розташована долина Льоченталь, на схід — долина Алецького льодовика, а точніше — на північ та схід розташований льодовик Байх, що є рукавом льодовика Обералеч. Покриті фірнами обривчасті стіни Нестгорна падають прямо в цей льодовик.
З заходу скелястий гребінь веде через перевал Гредечйох до Брайтгорну (3 785 м.н.м.). На південному схилі лежить льодовик Гредеч, який є північним краєм долини Гредечталь, класичного прикладу вузького трогу, довжиною 10 км, що розташована прямо на південь і поєднується з долиною Рони в 5 км на захід від Брига.

## Альпінізм
Вся група Бічгорн-Нестгорн у порівнянні з чотиритисячниками на північ мала значно менше уваги..
Нестгорн був вперше підкорений 18 вересня 1865 року. Б.Джордж, Х.Мортімер з гідами Ульріхом та Крістіаном Альмером здійснили сходження по західному гребеню
Стандартний маршрут і досі проходить по цьому гребеню, на який можна вийти через Гредечйох (3 508 м.н.м.). До самого ж Гредечйоху можна дістатися декількома шляхами:
- або від прихистку Oberaletschhütte (2 640 м.н.м.) через численні льодовикові тріщини льодовика Байх (важкість за шкалою SAC — ZS-);
- або від скиту Baltschiederklause (2 783 м.н.м.) через Бальтшідерліка (3 219 м.н.м.) та льодовик Гредеч (важкість за шкалою SAC — WS).[2]

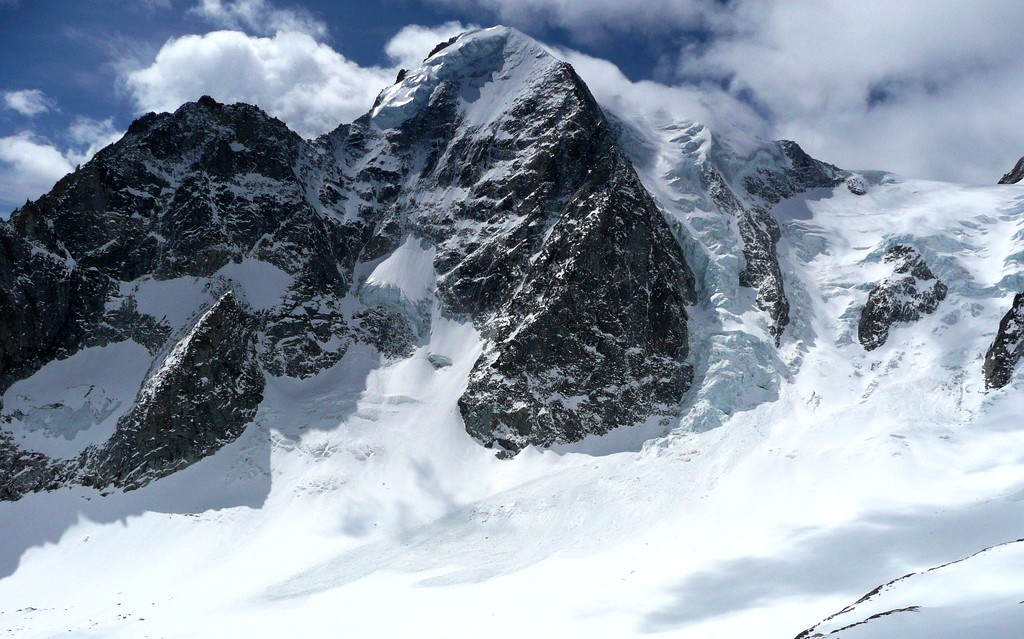
Північна сторона

Інші маршрути, що частково дуже вимогливі, проходять по південному гребеню (важкість за шкалою SAC — S+) або північно-східному гребеню (важкість за шкалою SAC — S-).
Підкорення північної стіни Нестгорну є справжній комбінований досвід — з одного боку майже вся стіна покрита розталим та змерзлим снігом, з іншого боку, граніти масиву Аар, що виходять на двох третинах стіни, у порівнянні з багатьма іншими стінами — міцні та хорошої якості.